# Слободан Сантрач
Слободан Сантрач (Коцељева, 1. јул 1946 — Београд, 13. фебруар 2016) био је српски фудбалер, најбољи стрелац у историји југословенског фудбала са 1301 постигнутим голом.
Био је селектор југословенске репрезентације од 1994. до 1998, фудбалске репрезентације Саудијске Арабије 2001. и македонске фудбалске репрезентације 2005.

## Биографија
Рођен 1. јула 1946. у Коцељеви. Још као омладинац бавио се рукометом и фудбалом аматерски. У том периоду био је рукометни голман клуба ЗСК а рукометом је престао да се бави 4. јула 1961. године. Од тада му почиње професионална фудбалска каријера.

### Јуниорска каријера
Релативно ситан за центарфора (171 cm, 66 kg), имао је способност да се у шеснаестерцу увек добро постави. Фудбал је почео да игра у пионирском тиму Такова из Горњег Милановца, где је према личној евиденцији на 46 утакмица постигао 56 голова. Затим одлази у Металац из Ваљева, где је у почетку играо халфа. У лето 1962. први пут је заиграо за први тим, а први пут као центарфор је играо на куп утакмици против београдског Душановца, када је постигао шест голова. У пролеће 1965, док је још имао право да игра за омладинску екипу, на четвртфиналној утакмици Омладинског купа Металац-Партизан (4:0) постигао је сва четири поготка. За Металац из Ваљева је одиграо 321 утакмицу и постигао 376 голова.

### Сениорска каријера
Први уговор за ОФК Београд потписао је 21. јула 1965. Први лигашки гол постигао је на утакмици са загребачком Трешњевком (3:3) на Омладинском стадиону на Карабурми. То је била његова четврта утакмица за ОФК Београд. Као члан ОФК Београда Сантрач је 26. маја 1966. освојио трофеј фудбалског Купа Југославије, када је у финалу побеђен загребачки Динамо са 6:2. Тада је навални трио „Три С "(Скоблар, Самарџић и Сантрач) постигао по два гола. Свој стоти лигашки гол Сантрач је постигао на Кошеву против Сарајева.
У другој половини сезоне 1977/78. прешао је у ФК Партизан с којим је освојио титулу првака државе и трофеј победника Средњоевропског купа. Последњи, 218. лигашки гол Сантрач је постигао као члан земунске Галенике 10. јуна 1983. на утакмици против Будућности у Подгорици (1:1). У Галеници је и завршио каријеру.
Право играња у иностранству Сантрач је стекао 1974. када га је ОФК Београд продао циришком Грасхоперу за 300 000 швајцарских франака. За 22 месеца наступања у Грасхоперу Сантрач је постигао 29 голова. На утакмици против екипе Зорлицон (10:1) постигао је девет голова чиме је изједначио свој рекорд са утакмице Металац - Колубара (14:1).
Када се урачунају све утакмице које је Сантрач одиграо (пионирске, омладинске и прве екипу тимова за које је наступао, тим ЈНА, утакмице за све селекције СФРЈ и такмичења за Куп УЕФА и Куп сајамских градова) добија се број од 1359 утакмица на којима је Сантрач постигао 1301 погодак. Уврштен је у Гинисову књигу рекорда као други стрелац у историји фудбала на свету.
Преминуо је 13. фебруара 2016. године.

### Тренерска каријера
Био је селектор фудбалске репрезентације Југославије (1995-1998) и „плаве” одвео и предводио на Светском првенству 1998. године у Француској, где је наша репрезентација испала у осмини финала од Холандије (1:2).
Након Светског првенства у Француској одлази у Кину, где током 1999. осваја „дуплу круну” са Шандонг Луненгом.
Једно време радио је и у Саудијској Арабији, а кратко је водио и репрезентацију Македоније (2005).

## Статистика

### Клупска
| Клуб              | Сезона            | Лига | Лига | Континентални | Континентални | Укупно | Укупно |
| Клуб              | Сезона            | Ута. | Гол  | Ута.          | Гол           | Ута.   | Гол    |
| ----------------- | ----------------- | ---- | ---- | ------------- | ------------- | ------ | ------ |
| ОФК Београд       | 1965–66           | 26   | 20   | 0             | 0             | 26     | 20     |
| ОФК Београд       | 1966–67           | 28   | 12   | 2             | 0             | 30     | 12     |
| ОФК Београд       | 1967–68           | 28   | 22   | 0             | 0             | 28     | 22     |
| ОФК Београд       | 1968–69           | 34   | 16   | 6             | 9             | 40     | 25     |
| ОФК Београд       | 1969–70           | 31   | 20   | 0             | 0             | 31     | 20     |
| ОФК Београд       | 1970–71           | 32   | 19   | 0             | 0             | 32     | 19     |
| ОФК Београд       | 1971–72           | 34   | 33   | 4             | 2             | 38     | 35     |
| ОФК Београд       | 1972–73           | 28   | 25   | 8             | 5             | 36     | 30     |
| ОФК Београд       | 1973–74           | 3    | 2    | 0             | 0             | 3      | 2      |
| ОФК Београд       | Укупно            | 244  | 169  | 20            | 16            | 264    | 185    |
| Грасхопер         | 1974–75           | 24   | 17   | 4             | 2             | 28     | 19     |
| Грасхопер         | 1975–76           | 18   | 12   | 2             | 2             | 20     | 14     |
| Грасхопер         | Total             | 42   | 29   | 6             | 4             | 48     | 33     |
| ОФК Београд       | 1975–76           | 6    | 5    | 0             | 0             | 6      | 5      |
| ОФК Београд       | 1976–77           | 29   | 11   | 0             | 0             | 29     | 11     |
| ОФК Београд       | 1977–78           | 5    | 1    | 0             | 0             | 5      | 1      |
| ОФК Београд       | Total             | 40   | 17   | 0             | 0             | 40     | 17     |
| Партизан          | 1977–78           | 16   | 11   | 0             | 0             | 16     | 11     |
| Партизан          | 1978–79           | 29   | 14   | 1             | 0             | 30     | 14     |
| Партизан          | 1979–80           | 18   | 4    | 0             | 0             | 18     | 4      |
| Партизан          | Укупно            | 63   | 29   | 1             | 0             | 64     | 29     |
| Галеника Земун    | 1980–81           | 14   | 9    | 0             | 0             | 14     | 9      |
| Галеника Земун    | 1981–82           | 24   | 19   | 0             | 0             | 24     | 19     |
| Галеника Земун    | 1982–83           | 18   | 3    | 0             | 0             | 18     | 3      |
| Галеника Земун    | Укупно            | 56   | 31   | 0             | 0             | 56     | 31     |
| Укупно у каријери | Укупно у каријери | 445  | 275  | 27            | 20            | 472    | 295    |

### Репрезентативна
| Југославија | Југославија | Југославија |
| Год.        | Ута.        | Гол         |
| ----------- | ----------- | ----------- |
| 1966        | 3           | 1           |
| 1967        | 0           | 0           |
| 1968        | 0           | 0           |
| 1969        | 0           | 0           |
| 1970        | 0           | 0           |
| 1971        | 0           | 0           |
| 1972        | 4           | 0           |
| 1973        | 0           | 0           |
| 1974        | 1           | 0           |
| Укупно      | 8           | 1           |